# San Miguel el Alto, Jalisco
San Miguel el Alto är en ort i Mexiko.   Den ligger i kommunen San Miguel el Alto och delstaten Jalisco, i den centrala delen av landet, 400 km nordväst om huvudstaden Mexico City. San Miguel el Alto ligger 1 851 meter över havet och antalet invånare är 22 204.
Terrängen runt San Miguel el Alto är platt åt nordväst, men åt sydost är den kuperad. Runt San Miguel el Alto är det ganska glesbefolkat, med 35 invånare per kvadratkilometer. Närmaste större samhälle är Jalostotitlán, 16,4 km norr om San Miguel el Alto. I omgivningarna runt San Miguel el Alto växer huvudsakligen savannskog.